# Лінге Михайло Іннокентійович
Михайло Іннокентійович Лінге (рос. Михаил Иннокентьевич Линге, 26 листопада 1958) — радянський легкоатлет, олімпійський чемпіон.

## Виступи на Олімпіадах
| Олімпіада   | Дисципліна              | Місце |
| ----------- | ----------------------- | ----- |
| Москва 1980 | естафета 4 x 400 метрів | 1     |